# Vidsels flygplats
Vidsels flygplats (IATA: -, ICAO: ESPE) är en militär flygplats i Vidsel, 35 kilometer nordväst om Älvsbyn i  Norrbottens län.

## Historik
Flygplatsen ligger inom Robotförsöksplats Norrland och kom till 1958 inför utprovningen av J 35 Drakens robotar Rb 27 samt Rb 28, och har sedan dess använts som huvudprovningsplats för Försvarsmaktens olika robotsystem. 

## Verksamhet
Flygplatsen ligger på Robotförsöksplats Norrland, vilket är ett 1650 kvadratkilometer stort testområde som tillhör Försvarets materielverk och Norrbottens flygflottilj (F 21). Verksamheten som bedrivs vid flygplatsen är bland annat prov av utrustning av såväl Flygvapnet som utländska flygförband. Luftfartsverket ansvarar för flygtrafikledningen vid flygplatsen. Den 22 september 2015 påbörjades ett byggnadsprojekt som omfattade ett nytt flygledartorn samt en förbättrad uppställningsplatta. Den nya uppställningsplattan eller kombiplattan, kommer rymma fler uppställda flygplan, och kommer kunna ta emot flygplan som till exempel Herkulesplan, men även helikoptrar. Den totala investeringskostnaden uppgår till minst 130 miljoner kronor, och där flygledartornet med tillhörande teknikinvesteringar beräknas stå för 70 miljoner kronor. Invigning av flygledartornet beräknas ske i mars 2017.

## Olyckor och tillbud
Ett flygplan av modellen JAS 39 Gripen havererade den 19 april 2007 intill flygplatsen, då piloten oavsiktligt blivit utskjuten.